# Windbeutelgräfin
Die Windbeutelgräfin ist ein Café im denkmalgeschützten Mühlbauernhof in Ruhpolding. Das Cafe ist bekannt für seine Windbeutel. Der Mühlbauernhof wurde 1553 erstmals urkundlich erwähnt und gilt als Idealtypus des Einfirsthofes im Chiemgau.

## Lage
Der Mühlbauernhof steht im Ruhpoldinger Ortsteil Brand.

## Geschichte
Gegen Ende des Zweiten Weltkriegs lebte Kasimir Edschmid im Mühlbauer Hof und wurde vom damaligen Hauseigentümer Botho Fürst zu Stolberg-Wernigerode geschützt.

## Gebäude
Der stattliche denkmalgeschützte Einfirsthof ist mit reicher figürlicher Fassadenmalerei und bemalten Pfettenköpfen ausgestattet. Die Firstpfette ist mit 1729 bezeichnet. Die Fletzportale sind in Rotmarmor ausgeführt, das untere trägt die Jahreszahl 1728. Zum Ensemble gehört ein ehemaliges Brechlbad aus dem 18. Jahrhundert.

## Ausstattung
Das „historische Bauernhofkaffee“ verfügt über sieben Gasträume und einen Gastgarten.